# Sudamerlycaste dyeriana
Sudamerlycaste dyeriana là một loài thực vật có hoa trong họ Lan. Loài này được (Sander ex Mast.) Archila mô tả khoa học đầu tiên năm 2002.